# Рассвет (фильм, 1954)
«Рассвет» (нем. Morgengrauen) — фильм ФРГ 1954 года режиссёра Виктора Туржанского по одноимённому роману Губерта Микетты о вернувшемся из советского плена немецком лётчике, который становится у истоков возрождения гражданской авиации Германии.
Фильм был запущен как пиар-ход при возрождении после войны авиакомпании «Lufthansa». Эта компания, попав в «Чёрный список» сотрудничавших с нацистами компаний, прекратила деятельность, но в 1953 году была возрождена в ФРГ как «Luftag», а в 1955 году ей возвращено прежнее название.
Фильм снят как чёрно-белый, но в последней сцене, когда авиакомпании возвращается название «Lufthansa», — фильм становится цветным.

## Сюжет
После восьми лет военного плена в СССР осуждённый на 10 лет немецкий пилот истребителя гауптман Йохан Фрайберг освобождён досрочно и возвращается домой в Шлезвиг-Гольштейн. Бездомный, никому не нужный бывший лётчик находит пристанище в особняке своего бывшего командира оберста Гаффона. Здесь Йохан влюбляется в экономку — молодую девушку Инге Янсен, не зная, что на неё же положил глаз оберст Гаффон. Но старший товарищ, видя чувства Йохана и Инге, благородно отказывается от соперничества и всячески помогает молодой паре.
В это время, после 10 летнего перерыва после войны, начинает возрождаться гражданский воздушный флот Германии, и Гаффон, обладающий хорошими связями в авиации, предлагает Йохану вновь вернуться за штурвал самолёта — в возрождающейся компании «Lufthansa».
Однако, только начавшаяся налаживаться благополучная мирная жизнь Йохана оказывается под угрозой: его не отпускает прошлое. Во время войны его звеном был сбит самолёт Королевских ВВС Великобритании, экипаж погиб. Как узнаёт Йохан, за это в Англии на длительное заключение осуждён его товарищ. Но Йохан знает, что тот самолёт сбил он — и он сам, добровольно, предстаёт перед британским судом, чтобы вызволить невиновного товарища. Суд заканчивается оправдательным приговором — один из английских пилотов свидетельствует в пользу Йохана.
Наконец, Йохен Фрайберг снова может стать лётчиком, теперь гражданским — в мирном небе, и взлететь на рассвете за штурвалом самолёта «Lufthansa».

## В ролях
- Александр Керст — Йохан Фрайберг
- ханс Штюве — Гаффон
- Элизабет Мюллер — Инге Янсен
- Йозеф Зибер — Вильгельм Шарм
- Карста Лёкк — Эмили Шарм, его жена
- Оливер Грим — Паки Штарм
- Вальтер Хольтен — фон Вакентс
- Ренате Маннхардт — Анита Киффланд

В эпизодах: Герт Фрёбе, Мальте Ягер, Йон Ван Дриле и другие

## Критика
Журнал «Шпигель» в 1954 году отмечал, что фильм — примирительная и в то же время патриотичная картина — удачная находка режиссёра:

Прежде чем этот чёрно-белый фильм внезапно вспыхнет в цвете, до сцены, где бывший немецкий лётчик-истребитель, став пилотом «Lufthansa», взлетит в голубое небо, будет тщательно доказано в этой скачкообразной и завитой истории возвращения домой, что старые фронтовики всё ещё являются достойными людьми. Даже после войны ничто не может помешать их благородной поддержке друг друга. Уфа-патриотизм с примирительным посылом — искусное сочетание, найденное режиссёром Викторм Туржанским.
Оригинальный текст (нем.)Ehe der bis zu dieser Szene schwarz-weiße Film plötzlich in Farbe ausbricht und der frühere deutsche Kampfflieger als Lufthansa-Pilot im blauen Himmel schwebt, ist in einer sprunghaften und krausen Heimkehrer-Geschichte gründlich nachgewiesen worden, daß die alten Frontschweine doch immer noch die anständigsten Menschen sind. Auch nach dem Kriege kann sie nichts am ritterlichen Einstehen für einander hindern. Ufa-Patriotismus mit völkerversöhnender Dreingabe, vom Regisseur Victor Tourjansky müde, wenn auch kunstgerecht verrührt.
— журнал «Der Spiegel», 1954 год
Газета «Die Zeit» в 1954 году в рецензии под заголовком «Неправильно и слишком поздно» назвала фильм очерняющим Англию просоветским фильмом:

Фильм был бы не более, чем одним из обычных полухороших, полуплохих немецких фильмов, если бы его создатели не отразили в нём определённые политические пристрастия и антипатии. Герой ленты ничего не сообщает о своём пребывании в советском плену, кроме того, что Советы отправили его и ещё одного его раненого товарища из военного госпиталя в гражданский, и сделали для них всё, что могли. Иногда с кем-то обращались именно так. Однако, учитывая сотни тысяч людей, которые голодали или замерзали, или умирали на этапах в результате злоупотреблений или лишения существующих лекарств, упомянутый опыт лётчика кажется достаточно нетипичным.
Бросается в глаза, что в главной сцене к концу фильма, когда в 1953 году происходит судебное разбирательство в британском военном суде, британские офицеры изображены очень неприятными и несимпатичными. Конечно, так было во время войны — и тот, кто был на британском допросе в Египте, Лондоне или в Нендорфе, хорошо это знает. Несколько лет назад такая сцена была бы, пожалуй, заслуженной, и являлась бы символом определённого мужества. Но сегодня возникает вопрос, нет ли здесь намерения показать Англию более очернённой, чем Советы.
Оригинальный текст (нем.)„Der verfrühte Lufthansa-Auferstehungsfilm ‚Morgengrauen‘ wäre nichts mehr als einer der üblichen halb guten, halb schlechten Filme deutscher Herkunft, wenn seine Schöpfer darin nicht gewisse politische Vorlieben und Abneigungen durchblicken ließen. Der Held des Streifens weiß nämlich über seine Behandlung in sowjetischer Gefangenschaft nichts zu berichten, als daß die Sowjets ihn und einen ebenfalls verwundeten Kameraden von Lazarett zu Lazarett schickten und alles für ihn taten, was sie konnten. Es mag sein, daß hin und wieder jemand so behandelt wurde. Angesichts der Hunderttausende aber, die die Sowjets verhungern oder erfrieren ließen oder die sie auf Vernichtungsmärschen, durch Mißhandlungen oder Vorenthaltung vorhandener Medikamente liquidierten, erscheint das erwähnte Fliegererlebnis reichlich atypisch. Auffällig aber wird es, wenn gegen Schluß des Films eine Verhandlung vor einem britischen Militärgericht des Jahres 1953 stattfindet, in der die britischen Offiziere eine äußerst peinliche und unsympathische Figur machen. Gewiß hat es das im Kriege gegeben, und wer in einem britischen Verhörlager in Ägypten oder London oder gar in Nenndorf gewesen ist, kennt das und Schlimmeres. Vor einigen Jahren wäre eine solche Szene vielleicht noch verdienstvoll und das Zeichen einer gewissen Courage gewesen. Heute aber fragt man sich, ob hier die Absicht besteht, die Engländer schwärzer zu machen als die Sowjets.
— газета «Die Zeit», 1954 год
В Лексиконе международного кино фильм назван откровенной рекламой авиакомпании «Lufthansa»:

Возвращение условно-досрочно освобождённого лётчика-истребителя после десятилетнего плена в Сибири. Реабилитационная драма, откровенная реклама старой и новой «Lufthansa», через восемьдесят чёрно-белых минут приходит к кинотехнической цели: рассвет — появление цвета: красочные флаги развеваются на ветру, и счастье всех участников совершенно, как первые самолёты новой «Lufthansa», взлетающие в тёмно-синее небо.
Оригинальный текст (нем.)Fährnisse und Bewährung eines Fliegerhauptmannes nach zehnjähriger Gefangenschaft in Sibirien. Ein vor Edelmut triefendes Rehabilitationsdrama, das unverhohlen Werbung für die alte und neue Lufthansa betreibt und nach achtzig Minuten in schwarzweiß mit einer filmtechnischen Pointe aufwartet: Das Morgengrauen ist farbig, bunte Fahnen flattern im Wind, und das Glück aller Beteiligten ist vollkommen, als sich die ersten Flugzeuge der neuen Lufthansa in den tiefblauen Himmel erheben.

## Комментарии
1. ↑  режиссёр фильма Виктор Туржанский в 1936 году приехал из Франции в Германию, и начав работать на студии UFA стал одним из официальных режиссёров Рейха, имел тесные связи с его вождями (включая неоднократные личные встречи с Гитлером), снял там полтора десятка фильмов, в том числе пропагандистских. Но после войны, недолго поработав в Италии и Испании, смог вернуться в кинематограф ФРГ.
2. ↑  Знаменитый применением пыток при проведении допросов британский лагерь для немецких военнопленных Verhörzentrum Bad Nenndorf, существовавший в городе Бад-Нендорфе с июня 1945 по июль 1946 года в переоборудованном здании бани вблизи базы Королевских ВВС Великобритании.